# The Laundress
The Laundress è un cortometraggio muto del 1914. Il nome del regista non viene riportato. Fa parte di una serie di comiche che ha come protagonista il personaggio di Sweedie, interpretato da Wallace Beery travestito da donna.

## Produzione
Il film fu prodotto dalla Essanay Film Manufacturing Company, dodicesimo titolo della serie dedicata a Sweedie.

## Distribuzione
Distribuito dalla General Film Company, il film - un cortometraggio di una bobina - uscì nelle sale cinematografiche USA il 2 novembre 1914. È conosciuto anche con il titolo alternativo Sweedie, the Laundress.
Copia delle pellicola - ancora esistente - è stata distribuita in DVD.